# Jens Kristian Jensen (gymnast)
 For alternative betydninger, se Jens Kristian Jensen. (Se også artikler, som begynder med Jens Kristian Jensen)
Jens Kristian Jensen (født 22. marts 1885 i Pedersborg, død 27. marts 1956 i Vordingborg) var en dansk gymnast, som deltog i OL 1912 i Stockholm.
Jensen deltog på det danske hold i svensk system ved OL 1912, hvor blot tre hold stillede op på Stockholms Stadion. Holdene kunne bestå af 16-40 gymnaster, og det svenske hold vandt klart med 937,46 point foran Danmark med 898,84 point, mens Norge blev nummer tre med 857,21 point.